# مرمز صوتي

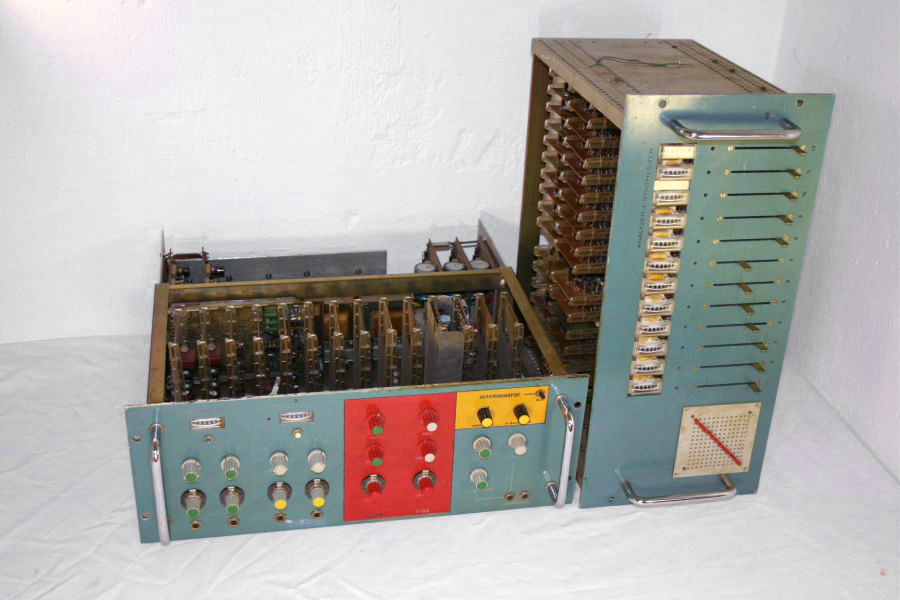
مرمز صوتي في أوائل السبعينيات ، مصمم خصيصًا لفرقة الموسيقى الإلكترونية Kraftwerk

المرمز الصوتي (/ˈvoʊkoʊdər/ ، وحقيبة سفر الصوت والتشفير) هي فئة من الترميز الصوت أن التحليلات ويجمع إشارة صوت الإنسان لل ضغط الصوت البيانات، مضاعفة، التشفير الصوتي أو التحول الصوتي.

## نبذة
اخترع هومر دادلي المرمز الصوتي في عام 1938 في مختبرات بيل لتوليف الكلام البشري. ومن ثم تم تطوير هذا العمل إلى مرمز صوتي للقناة والذي تم استخدامه ككودك صوتي للاتصالات السلكية واللاسلكية لترميز الكلام وللحفاظ على عرض النطاق الترددي في الإرسال. ومن خلال تشفير إشارات التحكم، يمكن تأمين نقل الصوت ضد الاعتراضات. واستخدامه الأساسي بهذه الطريقة هو الاتصال اللاسلكي الآمن. ميزة طريقة التشفير هذه هي أنه لا يتم إرسال أي إشارة أصلية، فقط مغلفات مرشحات تمرير النطاق. ويجب إعداد وحدة الاستقبال في نفس تكوين المرشح لإعادة تجميع إصدار من مصدر الإشارة الأصلي.
كما اُستخدام المرمز الصوتي على نطاق واسع موسيقية إلكترونية. ويمكن استخدام جزء مفكك الترميز من المرمز الصوتي، المسمى voder ، بشكل مستقل لتركيب الكلام.

## نظرية
ويتكون صوت الإنسان من الأصوات الناتجة عن فتح وإغلاق المزمار بواسطة الحبال الصوتية، والتي تنتج شكل موجة دوري مع العديد من التوافقيات. ويتم بعد ذلك ترشيح هذا الصوت عن طريق الأنف والحلق (نظام أنابيب رنين معقد) لإنتاج اختلافات في المحتوى التوافقي (الصيغ) بطريقة مضبوطة، مما يخلق مجموعة متنوعة من الأصوات المستخدمة في الكلام. هناك مجموعة أخرى من الأصوات، وتُعرف بالأصوات غير المنفجرة، والتي يتم إنشاؤها بواسطة الفم بأشكال مختلفة.
ويفحص المرمز الصوتي الكلام عن طريق قياس كيفية تغير خصائصه الطيفية بمرور الوقت. وينتج عن هذا سلسلة من الإشارات التي تمثل هذه الترددات المعدلة في أي وقت معين عندما يتحدث المستخدم. وبعبارات بسيطة، يتم تقسيم الإشارة إلى عدد من نطاقات التردد (كلما زاد هذا الرقم، زادت دقة التحليل) ويعطي مستوى الإشارة الموجود في كل نطاق تردد تمثيلًا فوريًا لمحتوى الطاقة. ولإعادة إنشاء الكلام، يقوم المرمز الصوتي بعكس العملية، ومعالجة مصدر ضوضاء النطاق العريض عن طريق تمريره عبر مرحلة تقوم بتصفية محتوى التردد بناءً على سلسلة الأرقام المسجلة من الأساس. وعلى وجه التحديد، في المرمز، يتم تمرير المدخلات من خلال مرشح متعدد النطاقات، ومن ثم يتم تمرير كل نطاق من خلال تابع مغلف، ويتم إرسال إشارات التحكم من متابعين المغلف إلى وحدة فك التشفير. ويطبق مفكك الرمز إشارات التحكم (الاتساع) هذه على مكبرات الصوت المقابلة لقنوات المرشح لإعادة التركيب.
ويتم تجاهل المعلومات المتعلقة بالتردد الفوري للإشارة الصوتية الأصلية (التي تختلف عن خصائصها الطيفية)؛ ولم يكن من المهم الاحتفاظ بهذا للاستخدام الأصلي للمرمزة الصوتية كأداة تشفير. إن هذا الجانب لعملية التشفير الصوتي هو ما جعله مفيدًا في إنشاء مؤثرات صوتية خاصة في الموسيقى الشعبية والترفيه الصوتي. وترسل عملية المرمز الصوتي فقط معلمات النموذج الصوتي عبر رابط الاتصال، بدلاً من إعادة إنشاء شكل الموجة نقطة بنقطة. ونظرًا لأن المعلمات تتغير ببطء مقارنة بشكل موجة الكلام الفعلي، يمكن تقليل عرض النطاق الترددي المطلوب لإرسال الكلام. يسمح هذا لمزيد من قنوات الكلام باستخدام قناة اتصال معينة، مثل قناة راديو أو كابل بحري.
وتحلل المرمزات الصوتية التناظرية عادةً الإشارة الواردة عن طريق تقسيم الإشارة إلى نطاقات أو نطاقات تردد متعددة مضبوطة. يتم إرسال إشارة المغير والموجة الحاملة خلال مرشحات تمرير النطاق المضبوطة هذه. في مثال صوت الروبوت النموذجي، يكون المغير عبارة عن ميكروفون والحامل عبارة عن ضوضاء أو شكل موجة سن المنشار.  وعادة ما يكون هناك ما بين ثمانية و 20 نطاقات. ويولد اتساع المغير لكل نطاق تحليل فردي جهدًا يستخدم للتحكم في المكبرات لكل من الموجة الحاملة المقابلة. والنتيجة هي أن التردد للإشارة المعدلة يتم تعيينها على إشارة الموجة الحاملة حيث يتغير الاتساع المنفصل في كل نطاق من نطاقات التردد.
وغالبًا ما تكون هناك فرقة صوتية. وهذا خاص بالترددات الموجودة خارج نطاقات التحليل للكلام العادي ولكنها لا تزال مهمة في الكلام. الأمثلة هي الكلمات التي تبدأ بالأحرف s أو f أو ch أو أي صوت صفير آخر. يمكن مزجها مع خرج الموجة الحاملة لزيادة الوضوح. والنتيجة هي كلام يمكن التعرف عليه، على الرغم من أنه سبر «ميكانيكي» إلى حد ما. غالبًا ما تشتمل المكودات الصوتية على نظام ثانٍ لتوليد أصوات غير مسموعة، وباستخدام مولد ضوضاء بدلاً من التردد الأساسي. وفي خوارزمية المرمز الصوتي، من بين مكوني الإشارة التحليلية، فإن مراعاة مكون السعة فقط وتجاهل مكون الطور يؤدي إلى صوت غير واضح؛ حول طرق تصحيح ونجاح ذلك، انظر المرحلة الصوتية.

## تاريخ

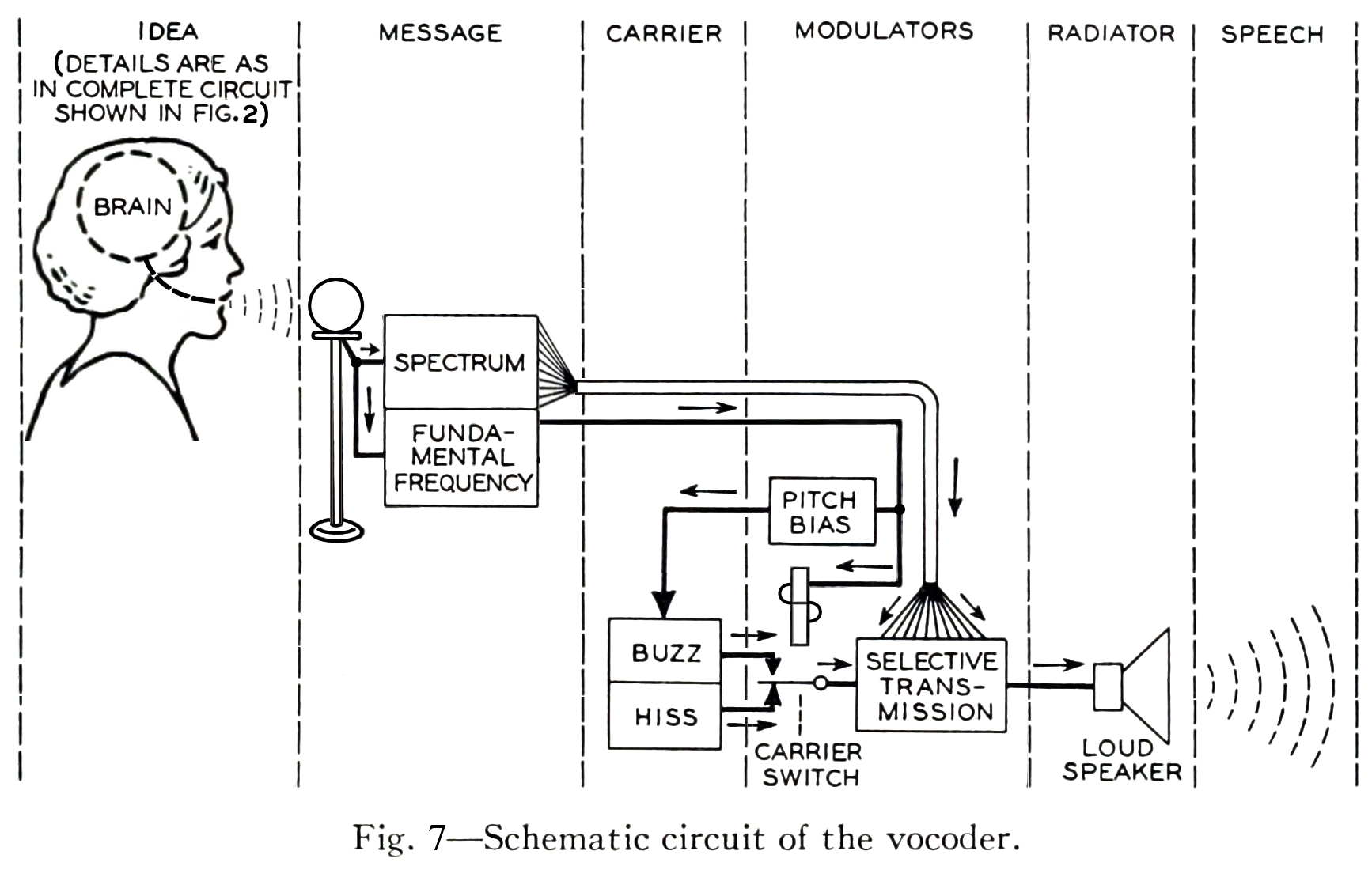
دائرة تخطيطية لمرمز صوتي دودلي
(بناء على:)

وقد بدأ تطوير المرمز الصوتي في عام 1928 بواسطة مهندس معامل بيل هومر دودلي، الذي حصل على براءات اختراع له، US 2,151,091 في 21 مارس 1939 والولايات US تطبيق 2,098,956 في 16 نوفمبر 1937.
وبعد ذلك، لإظهار قدرة تركيب الكلام في جزء وحدة فك التشفير الخاص به، Voder (معيد تشغيل الصوت، US تطبيق 2,121,142 )، وتم تقديمها للجمهور في مبنى AT&T في معرض نيويورك 1939-1940. وVoder يتألف من زوج للتحويل من مذبذب وضجيج المولدات كمصدر صوت ضارية لهجة وهمسة، 10 فرقة مرشحات مرنان مع مكبرات الصوت متغير كسب باعتباره الجهاز الصوتي، والتحكم اليدوي ومجموعة من مفاتيح حساسة للضغط للتحكم في الفلتر، ودواسة القدم للتحكم في الصوت. تقوم المرشحات التي تتحكم فيها المفاتيح بتحويل النغمة والصفير إلى أحرف العلة والحروف الساكنة والتصريفات. كانت هذه آلة معقدة للعمل، ولكن يمكن للمشغل الماهر إنتاج صوت يمكن التعرف عليه.
وتم استخدام مرمز دودلي الصوتي في نظام SIGSALY ، والذي بناه مهندسو (بيل لابس)Bell Labs في عام 1943. تم استخدام SIGSALY للاتصالات الصوتية المرمزة عالية المستوى خلال الحرب العالمية الثانية. وتم إصدار مرمز الصوت KO-6 في عام 1949 بكميات محدودة؛ لقد كان تقريبًا قريبًا من SIGSALY بمعدل 1200 بت / ثانية. في عام 1953، 1650 بت / ثانية منطق الحالة الصلبة لتقليل الوزن إلى 565 رطل (256 كـغ) من 55 طنًا من SIGSALY ، وفي عام 1961، المبرمج الصوتي HY-2، نظام 16 قناة 2400 بت / ثانية، بوزن 100 رطل (45 كـغ) وكان آخر تطبيق لمرمز صوتي للقناة في نظام كلام آمن.
واستخدم العمل اللاحق في هذا المجال منذ ذلك الحين تشفير الكلام الرقمي. أكثر تقنيات ترميز الكلام استخدامًا هي الترميز التنبئي الخطي (LPC)، والذي اقترحه لأول مرة فوميتادا إيتاكورا من جامعة ناغويا وشوزو سايتو من نيبون تلغراف والهاتف (NTT) في عام 1966. تم تطوير تقنية أخرى، وهي تعديل رموز النبض التفاضلي التكيفي (ADPCM)، بواسطة P. Cummiskey و Nikil S. Jayant وJames L.Flanagan في Bell Labs في عام 1973.

## التطبيقات
- المعدات الطرفية لأنظمة الراديو الرقمي المتنقل (DMR).
- الكابلات الرقمية
- DMR TDMA
- تشفير الصوت الرقمي
- الرقمية ذ
- أنظمة تخزين الصوت وتشغيله
- أنظمة المراسلة
- أنظمة VoIP
- أجهزة الاستدعاء الصوتي
- مكرر الصوت الرقمي المتجدد
- غرسات القوقعة: تستخدم الضوضاء ونغمة الصوت لمحاكاة تأثيرات غرسات القوقعة.
- المؤثرات الموسيقية والفنية الأخرى

## تطبيقات حديثة
وحتى مع الحاجة إلى تسجيل عدة ترددات وأصوات إضافية غير مسموعة، فإن ضغط أنظمة المرمز الصوتي مثير للإعجاب. تلتقط أنظمة تسجيل الكلام القياسية ترددات تتراوح بين 500 هرتز إلى 3400 هرتز، وحيث تقع معظم الترددات المستخدمة في الكلام، عادةً باستخدام معدل أخذ العينات 8 كيلو هرتز (أكبر بقليل من معدل نيكويست). وعادةً ما تكون دقة أخذ العينات 12 بت أو أكثر لكل عينة (16 معيارًا)، لمعدل بيانات نهائي في نطاق 96-128 كيلوبت / ثانية، ولكن المرمز الصوتي الجيد يمكن أن يوفر محاكاة جيدة مع أقل من 2.4 كيلوبت / ثانية من البيانات.
وتُستخدم مرمزات الصوت «ذات الجودة العالية»، مثل ITU G.729، في العديد من شبكات الهاتف. G.729 على وجه الخصوص في بيانات نهائي يبلغ 8 kbit / s بجودة صوت رائعة. يحقق G.723 جودة أسوأ قليلاً بمعدلات بيانات تبلغ 5.3 كيلوبت / ثانية و 6.4 كيلوبت / ثانية. تستخدم العديد من أنظمة مرمز الصوت معدلات بيانات أقل، ولكن جودة الصوت أقل من 5 كيلوبت / ثانية تبدأ في الانخفاض بسرعة.
وتُستخدم عدة أنظمة مرمز صوتي في أنظمة تشفير NSA :
- LPC-10، FIPS Pub 137، 2400 بت / ثانية، والذي يستخدم الترميز التنبئي الخطي
- التنبؤ الخطي المثار بالرمز (CELP)، 2400 و 4800 بت / ثانية، المعيار الفيدرالي 1016، المستخدم في STU-III
- تعديل دلتا المنحدر المتغير باستمرار (CVSD)، 16 kbit / s ، المستخدم في مرمزات النطاق العريض مثل KY-57 .
- التنبؤ الخطي للإثارة المختلطة (MELP)، MIL STD 3005، 2400 بت / ثانية، المستخدمة في محطة المستقبل الرقمي ضيق النطاق FNBDT ، هاتف NSA الآمن للقرن الحادي والعشرين.
- تعديل رمز النبض التفاضلي التكيفي (ADPCM)، ITU-T G.721 سابقًا، 32 kbit / s المستخدمة في الهاتف الآمن STE

(ADPCM وهذا ليس مرمزًا مناسبًا بل هو ترميز موجي. قام الاتحاد الدولي للاتصالات بتجميع G.721 جنبًا إلى جنب مع بعض برامج ترميز ADPCM الأخرى في G.726.)
وتُستخدم المكودات الصوتية حاليًا في تطوير علم النفس الفيزيائي واللغويات وعلم الأعصاب الحسابي وأبحاث زراعة القوقعة.
وتعتمد المرمزات الصوتية الحديثة المستخدمة في أجهزة الاتصال وأجهزة تخزين الصوت اليوم على الخوارزميات التالية:
- تنبؤ خطي متحمس جبري (ACELP 4.7 kbit / s - 24 كيلوبت / ثانية) [2]
- التنبؤ الخطي بالإثارة المختلطة (MELPe 2400 و 1200 و 600 بت / ثانية) [3]
- الإثارة متعددة النطاقات (AMBE 2000 بت / ثانية - 9600 بت / ثانية [4]
- التمثيل الجيبي النبضي (SPR 600 bit / s - 4800 بت / ثانية [5]
- استيفاء موجي قوي متقدم منخفض التعقيد (RALCWI 2050 بت / ثانية، 2400 بت / ثانية و 2750 بت / ثانية) [6]
- تنبؤ خطي متحمس ثلاثي الموجات (TWELP 600 بت / ثانية - 9600 بت / ثانية) [7]
- مرمز صوتي قوي للضوضاء (NRV 300 بت / ثانية و 800 بت / ثانية) [8]

### قائم على التنبؤ الخطي
ومنذ أواخر السبعينيات، تم تنفيذ معظم المرمزات الصوتية غير الموسيقية باستخدام التنبؤ الخطي، حيث يتم تقدير الغلاف الطيفي لإشارة الهدف (صيغة) بواسطة مرشح IIR متعدد الأقطاب. في ترميز التنبؤ الخطي، يحل المرشح متعدد الأقطاب محل مصفاة ممر النطاق لسابقه ويستخدم في المرمز لتبييض الإشارة (أي تسطيح الطيف) ومرة أخرى عند مفكك الرمز لإعادة تطبيق الشكل الطيفي للهدف إشارة الكلام.
وتتمثل إحدى مزايا هذا النوع من الترشيح في أن موقع القمم الطيفية للمتنبئ الخطي يتم تحديده بالكامل بواسطة إشارة الهدف، كما قد يكون دقيقًا بالقدر الذي تسمح به الفترة الزمنية المراد ترشيحها. يتناقض هذا مع المرمزات الصوتية التي تم تحقيقها باستخدام بنوك المرشحات ذات العرض الثابت، حيث لا يمكن تحديد الذروات الطيفية عمومًا إلا في نطاق نطاق تردد معين. ترشيح LP له أيضًا له عيوب في أن الإشارات التي تحتوي على عدد كبير من الترددات المكونة قد تتجاوز عدد الترددات التي يمكن تمثيلها بواسطة مرشح التنبؤ الخطي. وهذا هو السبب الرئيسي وراء استخدام تشفير LP دائمًا جنبًا إلى جنب مع طرق أخرى في مرمزات الصوت عالية الضغط.

### شكل موجة استيفاء
وتم تطوير المرمز الصوتي (Waveform-interpolative) (WI) في مختبرات AT&T Bell حوالي عام 1995 بواسطة WB Kleijn ، وبعد ذلك تم تطوير إصدار منخفض التعقيد بواسطة AT&T لمنافسة مرمز الصوت الآمن DoD. تم إجراء تحسينات ملحوظة على مبرمج WI في جامعة كاليفورنيا ، سانتا باربرا. تمتلك AT&T براءات الاختراع الأساسية المتعلقة بـ WI ، وتحمل المعاهد الأخرى براءات اختراع إضافية.

## تأثيرات فنية

### الاستخدامات في الموسيقى

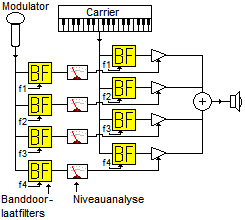
إعداد مرمز صوتي للقناة كتطبيق موسيقي

وبالنسبة للتطبيقات الموسيقية، يتم استخدام مصدر الأصوات الموسيقية كحامل، بدلاً من استخراج التردد الأساسي. وعلى سبيل المثال، يمكن استخدام صوت المركب كمدخل إلى بنك المرشح، وهي تقنية أصبحت شائعة في السبعينيات.

#### تاريخ
وكما قد نشر العالم الألماني فيرنر ماير إيبلر Werner Meyer-Eppler ، وهو عالم ألماني لديه اهتمام خاص بتركيب الصوت الإلكتروني، أطروحة في عام 1948 حول الموسيقى الإلكترونية وتوليف الكلام من وجهة نظر توليف الصوت. ولاحقًا كان له دور أساسي في تأسيس استوديو الموسيقى الإلكترونية لـ WDR في كولونيا عام 1951.

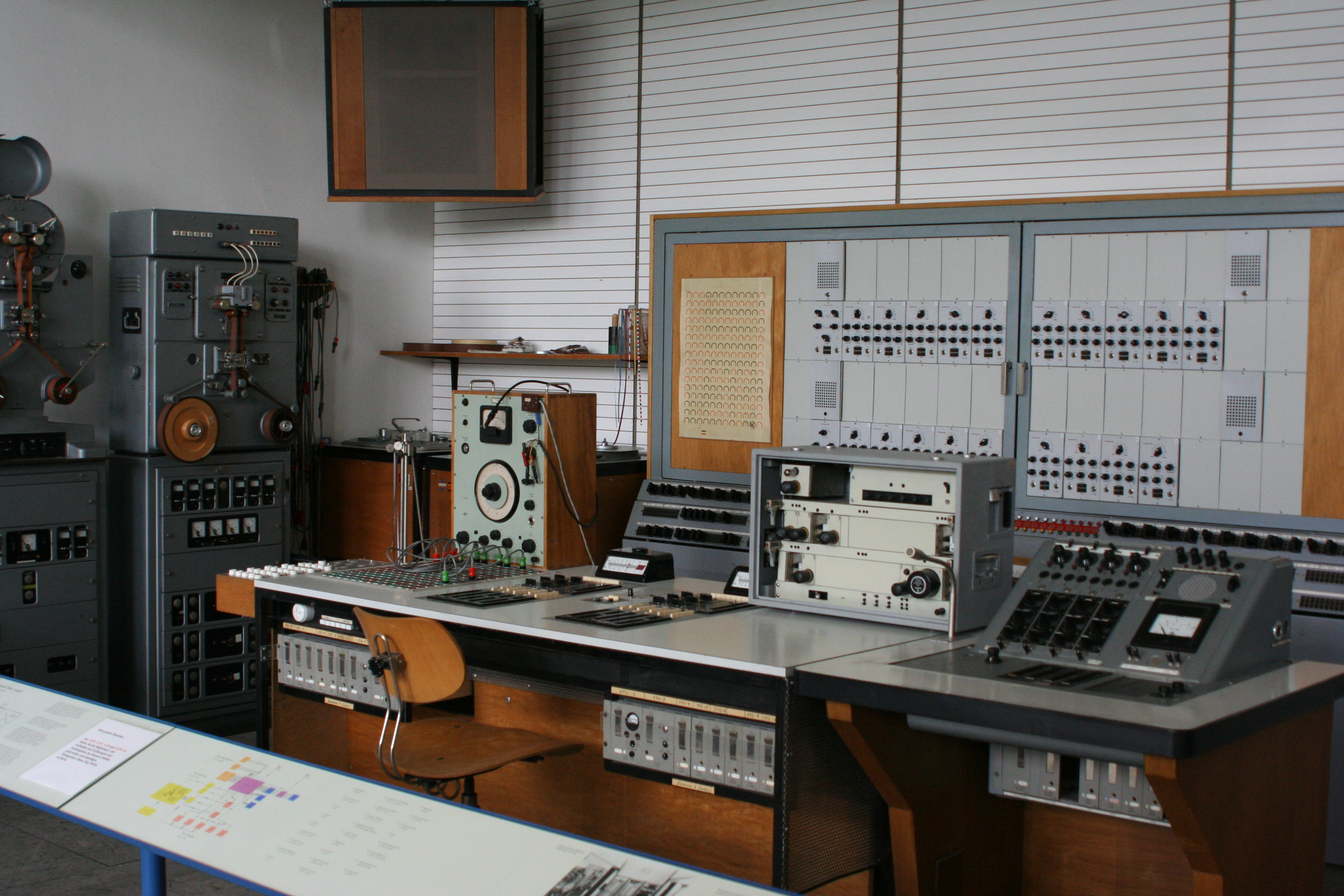
سيمنز سينثيزيزر (سي 1959) في استوديو سيمنز للموسيقى الإلكترونية كانت واحدة من أولى المحاولات لاستخدام مرمز صوتي لإنشاء الموسيقى

وكانت إحدى المحاولات الأولى لاستخدام المرمز الصوتي في تأليف الموسيقى هي «مُركِّب سيمنز» في استوديو سيمنز للموسيقى الإلكترونية، والذي تم تطويره بين عامي 1956 و 1959.
وفي عام 1968، طور روبرت موج أحد أوائل مرمزات الصوت الموسيقية ذات الحالة الصلبة لاستوديو الموسيقى الإلكترونية في جامعة بافالو.
وفي عام 1968، بنى بروس هاك نموذجًا أوليًا لمرمز صوتي، وأطلق عليه اسم «فاراد» على اسم مايكل فاراداي. وقد تم عرضه لأول مرة في «السجل الإلكتروني للأطفال» الذي صدر في عام 1969 ثم في ألبومه الروك The Electric Lucifer الذي تم إصداره في عام 1970.
وفي عام 1970، قام ويندي كارلوس وروبرت مووج ببناء مرمز صوتي موسيقي آخر، وهو جهاز من عشرة نطاقات مستوحى من تصميمات المرمز الصوتي لهومر دودلي. كان يطلق عليه في الأصل مفكك تشفير الطيف ثم تمت الإشارة إليه لاحقًا ببساطة باسم المرمز الصوتي. وجاءت إشارة الناقل من مركب Moog المعياري، والمغير من إدخال ميكروفون. كان إخراج المرمز الصوتي ذو العشرة نطاقات واضحًا إلى حد ما ولكنه اعتمد على خطاب مفصلي بشكل خاص.وقد تستخدم بعض المرمزات الصوتية مرشح تمرير عالي للسماح لبعض الصفير بالمرور من الميكروفون؛ هذا يفسد الجهاز لتطبيقه الأصلي لترميز الكلام، لكنه يجعل تأثير المزج الحديث أكثر وضوحًا.
وفي عام 1973، استخدمت الفرقة البريطانية Emerson و Lake و Palmer مرمز صوتي في ألبومهم Brain Salad Surgery لأغنية Karn Evil 9: 3rd Impression .
أغنية The Raven of the Album Tales of Mystery and Imagination لعام 1975 من مشروع Alan Parsons ، تضم ألان بارسونز أداء غناء من خلال مرمز صوتي EMI. وفقًا لملاحظات سطر الألبوم، كانت أغنية "The Raven" أول أغنية روك تحتوي على مرمز صوتي رقمي.
واستخدمت بينك فلويد أيضًا مرمزًا صوتيًا في ثلاثة من ألبوماتهم، أولاً على فيلم الحيوانات عام 1977 لأغاني الأغنام والخنازير (ثلاثة أنواع مختلفة) ، ثم في عام 1987 في فيلمهم A Momenary Lapse of A New Machine Part 1 and A New Machine Part 1 2 ، وأخيراً في 1994 The Division Bell ، على Keep Talking .
استخدم فيل كولينز مرمزًا صوتيًا لتقديم تأثير صوتي لأغنيته المنفردة الدولية عام 1981 " In the Air Tonight ".
وقد ظهرت المرمزات الصوتية على تسجيلات البوب من وقت لآخر، في أغلب الأحيان ببساطة كتأثير خاص بدلاً من جانب مميز من العمل. ومع ذلك، غالبًا ما يستخدم العديد من الفنانين الإلكترونيين التجريبيين من النوع الموسيقي الحديث مرمز صوتي بطريقة أكثر شمولاً في أعمال محددة، مثل جان ميشيل جار (في Zoolook ، 1984) ومايك أولدفيلد (في QE2 ، 1980 و Five Miles Out ، 1982).
كما يمكن رؤية وحدة المرمز الصوتي واستخدامها بواسطة M. Oldfield بوضوح على قرص DVD "Live At Montreux 1981" (مسار "Sheba").
هناك أيضًا بعض الفنانين الذين جعلوا المرمز الصوتي جزءًا أساسيًا من موسيقاهم، بشكل عام أو خلال مرحلة ممتدة. ومن الأمثلة على ذلك الألماني سينثبوب مجموعة كرافتفرك، واليابانية موجة جديدة مجموعة Polysics ، ستيفي ووندر («إرسال واحدة حبك»، «A البذور نجمة») وموسيقى الجاز / انصهار عازف هيربي هانكوك خلال أواخر فترة 1970s. في عام 1982، استخدم نيل يونغ Sennheiser Vocoder VSM201 على ستة من المسارات التسعة في Trans . ربما يكون المثال الأكثر سماعًا، والذي غالبًا ما يكون غير معروف، على استخدام المرمز الصوتي في الموسيقى الشعبية، هو في ألبوم مايكل جاكسون عام 1982 Thriller ، في أغنية " PYT (Pretty Young Thing) ". خلال الثواني القليلة الأولى من الأغنية، تمثل أصوات الخلفية "ooh-ooh، ooh، ooh" خلف كلماته المنطوقة، الصوت المعدل بشدة لصوته من خلال Vocoder. يحتوي الجسر أيضًا على مرمز صوتي («شاب جميل / تجعلني أغني»)، بإذن من موسيقي الجلسة مايكل بوديكر .
استخدم Coldplay مرمز صوتي في بعض أغانيهم. على سبيل المثال، في " Major Minus " و " Hurts Like Heaven "، وكلاهما من الألبوم Mylo Xyloto (2011)، تتم معالجة غناء Chris Martin في الغالب بواسطة مرمز صوتي. «منتصف الليل»، من Ghost Stories (2014)، يعرض أيضًا مارتن يغني من خلال مرمز صوتي. كما تم تسجيل المسار المخفي "X Marks The Spot" من A Head Full of Dreams من خلال مرمز صوتي.
استخدمت فرقة Noisecore Atari Teenage Riot مرمزات صوتية في مجموعة متنوعة من أغانيها وعروضها الحية مثل Live at the Brixton Academy (2002) جنبًا إلى جنب مع تقنيات الصوت الرقمي الأخرى القديمة والجديدة.
تستخدم أغنية Red Hot Chili Peppers "By the Way " تأثير مرمز صوتي على غناء أنتوني كيديس.
ومن بين الاستخدامات الأكثر اتساقًا للمرمزة الصوتية في محاكاة الصوت البشري، Daft Punk ، الذين استخدموا هذه الآلة من ألبومهم الأول Homework (1997) إلى أحدث أعمالهم Random Access Memories (2013) واعتبروا التقارب بين الصوت التكنولوجي والبشري «هوية مشروعهم الموسيقي».على سبيل المثال، تمت معالجة كلمات أغنية " Around the World " (1997) بشكل متكامل باستخدام مرمز صوتي، كما تتميز "Get Lucky " (2013) بمزيج من الأصوات البشرية الطبيعية والمعالجة، و " Instant Crush " (2013) يغني فيها جوليان كازابلانكا مرمز صوتي.

### التأثيرات الصوتية في الفنون الأخرى
قد أصبحت «أصوات الروبوتات» عنصرًا متكررًا في الموسيقى الشعبية خلال القرن العشرين. بصرف النظر عن المرمزات الصوتية، هناك عدة طرق أخرى لإنتاج أشكال مختلفة عن هذا التأثير تشمل: Sonovox و Talk Box و Auto-Tune وومرمزات الصوت للتنبؤ الخطي وتكوين الكلام.
تُستخدم المرمزات الصوتية في الإنتاج التلفزيوني وصناعة الأفلام والألعاب، وعادةً ما تستخدم للروبوتات أو أجهزة الكمبيوتر الناطقة. تم إنشاء أصوات الروبوتات الخاصة بـ Cylons في Battlestar Galactica باستخدام EMS Vocoder 2000. إصدار 1980 لموضوع Doctor Who ، بترتيب وتسجيل بيتر هاول، يحتوي على جزء من اللحن الرئيسي الذي تم إنشاؤه بواسطة Roland SVC-350 Vocoder. تم استخدام مرمز صوتي أيضًا لإنشاء صوت Soundwave ، وهو حرف من سلسلة Transformers.
وفي عام 1967، تم استخدام سلسلة Supermarionation Captain Scarlet and the Mysterons في موضوع الاعتمادات الختامية للحلقات الـ 14 الأولى لتوفير تكرار للكلمات "Captain Scarlet".
وفي عام 1972، كان أول ألبوم موسيقي إلكتروني لـ Isao Tomita ، Electric Samurai: Switched on Rock ، محاولة مبكرة لتطبيق تقنية تركيب الكلام من through a vocoder في موسيقى الروك والبوب الإلكترونية. تضمن الألبوم عروض إلكترونية لأغاني موسيقى الروك والبوب المعاصرة، مع استخدام الأصوات المركبة بدلاً من الأصوات البشرية. في عام 1974، استخدم الأصوات المركبة في ألبومه الموسيقي الكلاسيكي الشهير Snowflakes are Dancing ، والذي حقق نجاحًا عالميًا وساعد في نشر الموسيقى الإلكترونية. استخدمها Emerson و Lake و Palmer لألبوم Brain Salad Surgery (1973).

## روابط خارجية
- "How Vocoders Work". PAIA. مؤرشف من الأصل في 2011-09-07.
- الوصف والصور والمخططات الخاصة بالمرمز الصوتي على موقع 120years.net
- "Mats Claesson's course in Vokator". مؤرشف من الأصل في 2016-03-06. وصف مرمز صوتي حديث.
- تنفيذ GPL لمرمز صوتي، كمكوِّن إضافي لـ LADSPA
- مقال O'Reilly عن Vocoders
- موضوع الاهتمام: فيلم وثائقي مصغر لمجلة Vocoder The New Yorker